# Мехтерштет
Мехтерштет (њем. Mechterstädt) општина је у њемачкој савезној држави Тирингија. Једно је од 57 општинских средишта округа Гота. Према процјени из 2010. у општини је живјело 1.115 становника. Посједује регионалну шифру (AGS) 16067045.

## Географски и демографски подаци
Мехтерштет се налази у савезној држави Тирингија у округу Гота. Општина се налази на надморској висини од 274 метра. Површина општине износи 12,4 km². У самом мјесту је, према процјени из 2010. године, живјело 1.115 становника. Просјечна густина становништва износи 90 становника/km².

## Међународна сарадња
| Мјесто     | Држава    | Врста сарадње | Од    |
| ---------- | --------- | ------------- | ----- |
|            | Француска | партнерство   | 1996. |
| Будимпешта | Мађарска  | партнерство   | 2002. |
|            | Пољска    | партнерство   | 2002. |
|            | Француска | партнерство   | 1963. |
|            | Француска | партнерство   | 1974. |
| Извор      |           |               |       |